# Бертошки
Бертошки (біл. вёска Бяртошкі) — село в складі Молодечненського району Мінської області, Білорусь. Село підпорядковане Хожівській сільській раді, розташоване в західній частині області.

## Історія
З 1793 після другого розділу Речі Посполитої Бертошки, як і вся Вілейщина, входила до складу Російської імперії, був утворений Вілейський повіт у складі спочатку Мінської губернії, а з 1843 - Віленської губернії.
У 1921–1945 роках село знаходилось у Польщі, у Вільнюськім воєводстві, Вілейського повіту, з 1927 Молодечанського повіту у гміні Лебедєво .

## Населення
- 1921 рік — 97 людини, 21 будинків[2]
- 1931 рік — 104 людини, 22 будинків[3].